# Helmut Krauch

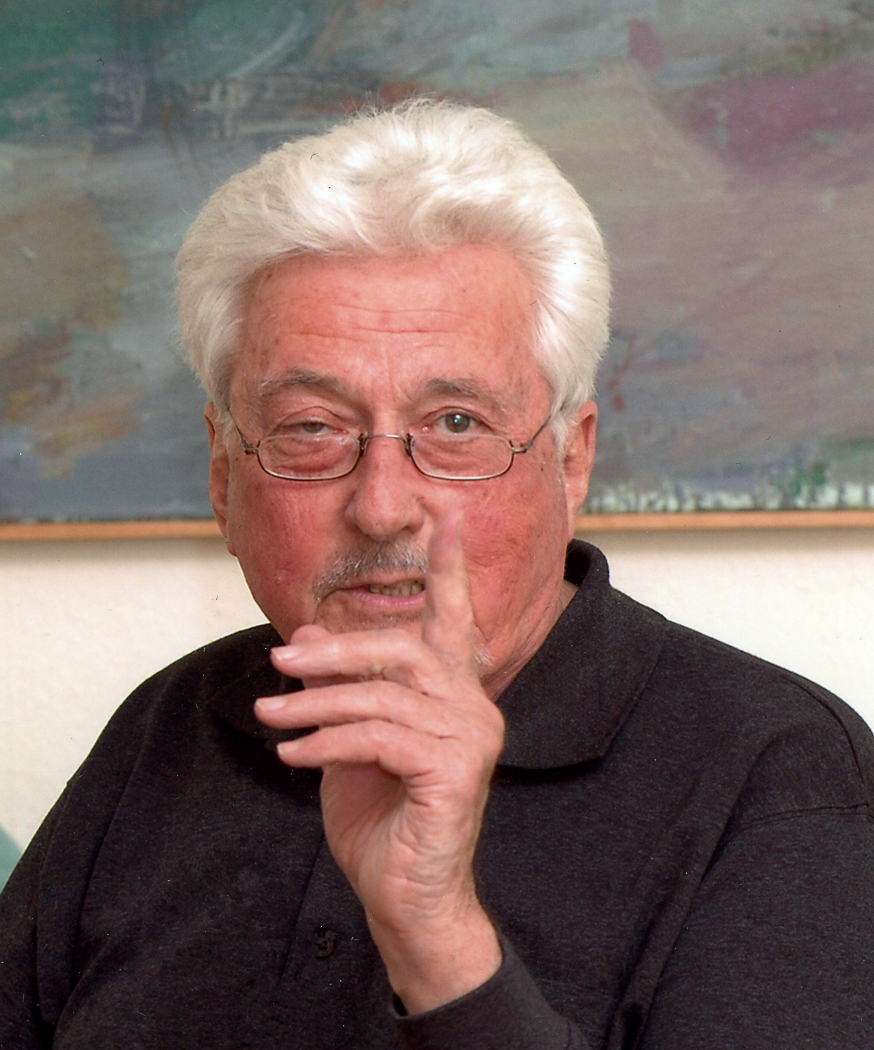
Helmut Krauch

Helmut Krauch (* 2. Mai 1927 in Heidelberg-Schlierbach; † 14. Oktober 2010 Heidelberg) war ein deutscher Chemiker, Systemanalytiker,  Konzeptkünstler, Professor für Systemdesign und Soziologe.

## Leben und Werk
Krauch studierte an der Ruprecht-Karls-Universität Heidelberg Chemie und  wurde bei Richard Kuhn 1955 promoviert. Als Stipendiat der National Science Foundation ging er 1956 in die USA und arbeitete dort als Forschungsassistent an der Yale University und am Brookhaven National Laboratory, New York.
1958 war er für die Universitäts-nahe Kernreaktor Bau- und Betriebs-Gesellschaft mbH Karlsruhe tätig, engagierte sich in der "Karlsruher Chemischen Gesellschaft" und gründete an der konkurrierenden Heidelberger Universität die interdisziplinäre Studiengruppe für Systemforschung (SfS).
1962 wurde er Mitarbeiter des Center for the Study of Democratic Institutions in Santa Barbara, California.
Von 1965 bis 1969 arbeitete er am Stanford Research Institute sowie als Gastprofessor an der University of California an experimentellen und empirischen Untersuchungen über Planungs- und Entscheidungsprozesse.
1968 habilitierte er sich in Göttingen für experimentelle Soziologie und Wissenschaftssoziologie. Ab 1970 leitete er mehrere Projekte zur Systemanalyse in Regierung und Verwaltung, darunter im Bundeskanzleramt.
Von 1972 bis zu seiner Emeritierung 1992 war er Professor für Systemdesign an der Kunsthochschule Kassel sowie Mitglied im Direktorium des Wissenschaftlichen Zentrums für Umweltsystemforschung an der Universität Kassel.
In der Heidelberger Studiengruppe entwickelten Krauch und seine Mitarbeiter die Methodik der maieutischen Systemanalyse, die nach dem Vorbild der sokratischen „Hebammenkunst“ eine Integration der Binnenperspektive von Akteuren mit der Außenperspektive des Systemforschers verbindet. Der Erkenntnisprozess wird hierbei in einem dialogischen Verfahren organisiert, wobei Krauch auch erste Ansätze zu einer „Computerdemokratie“ entwickelte, die größere Bevölkerungsteile in wichtige Entscheidungen einbinden sollte. Hier wurden erste Weichen für die Technikfolgenabschätzung gestellt, die von Mitarbeitern Krauchs weitergeführt wurden.
Helmut Krauchs Interessen und Arbeiten waren interdisziplinär. Zudem war Krauch auch immer aktiver Gestalter, der nicht nur technische Projekte verfolgte, sondern auch künstlerische Interessen verfolgte, etwa 1995 die Ausstellung Konzeptkunst in der documenta-Halle Kassel.

## Privates
Helmut Krauch war der zweitjüngste Sohn von Carl Krauch. Er war zweimal verheiratet, in erster Ehe mit der Karikaturistin Marie Marcks, und hatte vier Kinder, darunter die Kommunalpolitikerin Elisa Obst geb. Krauch.

## Veröffentlichungen (Auszug)
- Helmut Krauch: Frühling 1945. In: Heidelberg-Lesebuch, Stadtbilder von 1800 bis heute (M. Buselmaier Hrsg.), S. 288 ff., Insel Verlag 1986.
- Helmut Krauch, Werner Kunz Reaktionen der organischen Chemie, Hüthig-Verlag Heidelberg 1961 – 6. Aufl. 1997.
- Helmut Krauch, Werner Kunz Namenreaktionen der Organischen Chemie, Hüthig-Verlag Heidelberg 1961.
- Die organisierte Forschung. Neuwied 1970.
- Prioritäten für die Forschungspolitik. München 1970.
- Computer-Demokratie. Düsseldorf. 1972.
- Beginning Science Policy Research in Europe: The Studiengruppe für Systemforschung, 1957–1973. In:  Minerva, Volume 44, Number 2, S. 131–142
- Die Feuerbauchunken des Geheimrat Bosch. Kassel 2007.